# Il pellegrinaggio in Oriente
Il pellegrinaggio in Oriente (titolo originale: Die Morgenlandfahrt) è un racconto di Hermann Hesse composto a partire dal 1930 e pubblicato in lingua tedesca nel 1932. La traduzione italiana di Ervino Pocar, uscita nel 1961, inaugurò nel 1973 la collana Piccola Biblioteca Adelphi.

## Trama
La vicenda del Pellegrinaggio in Oriente viene raccontata in prima persona, molti anni dopo gli eventi narrati, da "H.H.", un musicista tedesco il quale, qualche tempo dopo la grande guerra, aveva aderito alla "Lega", un'antica e misteriosa setta di cui erano stati membri alcuni famosi personaggi, fittizi o reali, come Platone, Mozart, Pitagora, Paul Klee, Don Chisciotte, Tristram Shandy, Baudelaire, e il barcaiolo Vasudeva, un personaggio di Siddharta. Il gruppo al quale si era unito H.H. aveva deciso di recarsi a piedi in "Oriente" per uno scopo molto elevato, sebbene destinato a rimanere segreto; il narratore aveva anche uno scopo privato: quello di incontrare la bellissima principessa Fatma (delle Mille e una notte) e di conquistarne possibilmente l'amore.
Anni dopo H.H. si trova in difficoltà nel raccontare lo svolgimento di quel viaggio, che peraltro non fu portato a termine, sia perché non possiede né memorie, né oggetti, né diari di quel viaggio, sia perché il viaggio si svolgeva non solo nello spazio (per es. Svizzera, Italia) ma anche nel tempo (per es. si andava nel Medioevo o nell'età dell'oro). Dopo aver percorso la prima parte del viaggio in un'atmosfera simpatica e illuminante, il gruppo dei pellegrini entrò in crisi durante l'attraversamento di una profonda gola a Morbio Inferiore allorché scomparve Leo, un semplice servitore, ma «bello, simpatico e servizievole». Nei pellegrini nacque la consapevolezza che senza «il buonumore, il canto e l'entusiasmo» di Leo «l'impresa perdesse misteriosamente di valore». Per di più, con la scomparsa di Leo ciascun componente del gruppo notò la scomparsa di oggetti indispensabili dal proprio bagaglio. In particolare, H.H. non trovò più un manoscritto, contenente l'antico statuto della Lega, e un anello, due oggetti conservati nello zaino. Quando qualcuno degli oggetti persi vennero nuovamente ritrovati dopo qualche tempo, ciascuno si rende conto che, una volta ritrovato, l'oggetto perduto non era affatto importante. I frequenti litigi fra i componenti del gruppo tuttavia fecero sì che questo si sciogliesse e il viaggio si interrompesse.
Dieci anni dopo il narratore è sprofondato ancora nella disperazione, dopo il fallimento di ciò che era per lui più importante. Ha perso i contatti con il gruppo, crede anzi che la Lega non esista più, e non è in grado di mettere insieme un racconto coerente. Ha venduto perfino il violino, con il quale aveva rallegrato i suoi compagni di viaggio. Grazie al suggerimento di Lukas, un amico giornalista, H.H. ritrova Leo su una panchina di un giardinetto pubblico, ma non riesce a farsi riconoscere da lui. Tornato a casa H.H. scrive a Leo una lunga lettera «di lamenti, di contrizione, di umile preghiera», «senza speranza di risposta, alla ricerca soltanto di uno sfogo».
Al mattino seguente, H.H. trova nella propria casa Leo il quale gli consegna una lettera dell'«Eccelso Saggio» della Lega che invita H.H. a un colloquio. «Sconcertato dalle deviazioni e giravolte, dai tratti a zig-zag per i quali si avvicinava alla meta», H.H. si reca con Leo nella sede. Viene esaminato dai Superiori davanti ai quali H.H. confessa di aver disertato a Morbio Inferiore e di aver voluto scrivere una storia del pellegrinaggio in Oriente nonostante avesse fatto il voto del silenzio intorno ai segreti della Lega. Tuttavia i superiori concedono a H.H., «autoaccusatore di sé stesso», l'autorizzazione a parlare liberamente della Lega e la possibilità di consultare liberamente l'archivio della Lega. H.H. scopre nell'archivio la "Storia del pellegrinaggio in Oriente scritta da H.H.", il proprio manoscritto che credeva perduto a Morbio Inferiore. Ma il testo del manoscritto, che gli sembra dapprima «confuso, senza capo né coda», poco dopo svanisce.
I Superiori processano l'autoaccusatore di sé stesso. Con sorpresa H.H. scopre che Leo non è un modesto servitore, ma il Capo Supremo della lega. La crisi di Morbio Inferiore era una prova, che H.H. non aveva quindi superato. H.H. sarà assolto e accolto di nuovo nella Lega, anzi ammesso nel numero dei Superiori, purché dia nuovamente prova della sua fede e della sua obbedienza. In particolare, gli viene chiesto di interrogare l'archivio sul conto di se stesso. Dalla lettura degli atti H.H. si rende conto che quello che nel suo ricordo era un pellegrinaggio non era in realtà un viaggio, ma una condizione spirituale. In una nicchia trova poi una figura doppia in cui H.H. è unito a Leo; la sua figura appare sbiadita, quella di Leo vivida. H.H. ricorda di aver sostenuto un tempo che «i personaggi di opere poetiche sono di solito più vivi e reali dei loro poeti».

## Edizioni italiane
- Il pellegrinaggio in Oriente, in Opere scelte, vol. II, traduzione di Ervino Pocar, Collana Classici Contemporanei Stranieri, Milano, Arnoldo Mondadori Editore, 1961.
- Il pellegrinaggio in Oriente, traduzione di Ervino Pocar, Collana Piccola Biblioteca n.1, Milano, Adelphi, 1973, ISBN 978-88-459-0155-3.